# John Reppy
John David Reppy (* 16. Februar 1931 in Lakewood (New Jersey)) ist ein US-amerikanischer Physiker, bekannt für Forschungen zu Quantenflüssigkeiten (supraflüssiges Helium) und Supraleitern.

## Leben
Reppy studierte an der University of Connecticut mit dem Bachelorabschluss 1954 und dem Masterabschluss 1956 und wurde 1961 an der Yale University in Physik promoviert. 1962 bis 1966 war er Assistant Professor in Yale und 1966 Associate Professor und später John Wetherill Professor an der Cornell University. 2005 emeritierte er.
Er war Gastwissenschaftler an den Bell Laboratories, am Massachusetts Institute of Technology, der University of Manchester und der University of Sussex.
Er befasst sich mit Supraflüssigkeiten (in He4 und He3, sowie Suprasolidität in festem He 4), in jüngster Zeit speziell Randbedingungen und Phasenübergängen in reduzierter Dimensionalität. Dabei arbeitete er mit den Nobelpreisträgern David M. Lee und Robert C. Richardson an der Cornell University zusammen. Reppy beanspruchte frühe Beobachtungen von Bose-Einstein-Kondensaten (1983) bei Experimenten mit Helium 4 in kleinen Poren (im Nanometer-Bereich) eines schwammartigen Glases (Vycor). 
Reppy ist Fellow der National Academy of Sciences, der American Academy of Arts and Sciences, der American Physical Society, des Institute of Physics, der New York Academy of Sciences und der American Association for the Advancement of Science. 1981 erhielt er den Fritz London Memorial Award. 1972 bis 1973 und 1979 bis 1980 war er Guggenheim Fellow.
2000 erhielt er den NASA Distinguished Public Service Award für die Beteiligung an Mikrogravitationsexperimenten. 2000 wurde er Fellow der Japan Society for the Promotion of Science. 1978 war er Fulbright-Hays Fellow.
Er ist seit seiner Jugend ein bekannter Felskletterer mit Erstbegehungen von Routen in seinem Hausrevier, den Ragged Mountains in Connecticut (über das er einen Kletterführer schrieb), am Mount Katahdin in Maine, den Shawangunks, in den Tetons in den Rocky Mountains und am Cannon Mountain in New Hampshire. Er kletterte auch viel in England und den Alpen und ist seit langem ein Befürworter sauberer Klettermethoden.
Er ist seit 1959 mit Judith Voris verheiratet und hat drei Kinder.
Er ist nicht mit dem Professor für Informatik John H. Reppy in Chicago zu verwechseln.